# برنج چسبناک انبه
برنج چسبناک انبه (انگلیسی: Mango sticky rice) نوعی دسر سنتی در کشورهای آسیای جنوب شرقی است که با برنج چسبناک، انبه تازه و شیر نارگیل تهیه می‌شود و می‌توان آن را با قاشق یا دست خورد. راهنمای آنلاین تیست‌اطلس این دسر را در رتبهٔ دوم بهترین شیربرنج جهان قرار داد. برای تهیهٔ این دسر برنج چسبناک را با شکر پالم یا شکر زرد شیرین می‌کنند، اما طرز تهیه آن در هر یک از کشورهای آن منطقه، اندکی با دیگری متفاوت است. مثلاً مردم ویسایا بر روی برنج نوعی شکلات داغ به نام چوکولاته می‌ریزند. در کاگایان د اورو از نوعی برنج چسبناک بنفش‌رنگ استفاده می‌کنند و آن را مثلثی در برگ موز می‌پیچند.